# 紀州へら竿
紀州へら竿（きしゅう へらざお）は、日本の和歌山県（紀州）のかつて伊都郡の一角であった現在の橋本市域を中心に伊都郡九度山町でも生産されている竹細工製品であり、へらぶな竿（平鮒釣り/へらぶな釣り専用の和竿、へら竿）である。
和歌山県の地域ブランドとして知られており、橋本市を中核とする生産地域は「紀州へら竿の里」などと呼ばれている。2013年（平成25年）には、経済産業大臣指定伝統工芸品に指定された。高野口町と合併した後の新生・橋本市（2006年成立）は、パイル織物（旧・高野口町産）とへら竿（旧・橋本市産）といういずれも圧倒的な全国シェア（90パーセント台ないし80パーセント台）を誇る産業を擁する、全国的にも珍しい地域となっている。

## 歴史
1877年（明治10年）（※別資料では1882年〈明治15年〉）、竿正（初代竿正）が大阪市内で創業する。製造技術の基礎は、明治10年代のうちに確立された。竿正から3代目にあたる竿五郎の世代までは、一子相伝のような状態で技能が継承されていった。
昭和時代初期、4代目にあたる師光と源竿師の世代になると、源竿師は故郷であった和歌山県伊都郡の橋本の地に生産拠点を移し、ここに、橋本における竿師の歴史が始まった。これには、重要な原材料の一つであるスズタケ（篠竹。当地域では『高野竹〈こうやちく〉』と称す。）の産地である高野山に近く、以前から良質な竹籠の生産地であったため、生産地としての条件が揃っていたことが大きい。師光と源竿師の世代からは、折からのヘラブナ釣りのブーム到来とその後の定着も幸いして、大勢の弟子を抱える時代になった。
1960年（昭和35年）から1980年（昭和55年）あたりにかけての時代に最盛期を迎え、紀州製竿組合の組合員は約150名、プロの竿師は約140名を数えるまでになった。1965年（昭和40年）、紀州製竿組合は試験研究池として隠れ谷池を造成・開設した。のちに一般客にも開放されるが、当時は非公開施設であった。
紀州製竿組合の竿師たちは、1981年（昭和56年）頃から紀州へら竿の歴史的調査を始める。この活動は、1988年（昭和63年）に和歌山県知事指定伝統工芸品の第1号に指定されるという形で実を結んだ。その後も調査は進められ、大阪の竿師・竿正から連なる紀州へら竿師の系譜を詳らかにしていった。それは2013年（平成25年）の成果に繋がる。
時期がはっきりしないが、2000年（平成12年）頃、隠れ谷池を会場として「HERA-1グランプリ（全国ヘラブナ釣り選手権決勝大会）」の第1回大会が開催される。隠れ谷池は元から全国的に有名で、それでこその決勝大会の開催地ではあったが、このイベントを毎年重ねていくことで、隠れ谷池とその所在地たる橋本市は、名実ともにヘラブナ釣りの本場と見做されるようになっていった。
2010年（平成22年）、この頃は、へらぶな竿（へら竿）の全国シェアの95パーセントを占め、年間約1200本を生産していた。
2012年（平成24年）には厄介な問題が持ち上がる。日本の地域ブランドが中華人民共和国などで知らない間に商標出願される問題が相次ぐ中、和歌山県の伝統的地域名である「紀州」が標的にされていたことが発覚したのである。香港の「日本名人株式会社（香港）有限公司」なる企業が、前年の9月に伝統工芸品「紀州へら竿」の紹介用パンフレットのロゴタイプから「紀州」の文字を切り抜き、翌2012年の8月6日に母国で商標出願したことが分かっている。この登録を許してしまうと、無関係な竿にまで「紀州」の名前を使われてブランドを傷付けられる。係る中国人の暴挙には知事の仁坂吉伸も怒り心頭で、県は11月5日付で中国商標局（現・国家市場監督管理総局国家知識産権局）に異議申立てを行い、権利の保護に動き始めた。ただ、相手は権利意識の極めて低いお国柄であり、問題は長引くことが予想された。
2013年（平成25年）3月8日付で、経済産業大臣指定伝統工芸品に指定される。紀州漆器、紀州箪笥に次ぐ、県内で3番目の指定であった。この頃は、年間約3,000から35,000本ほどを生産して全国に出荷しており、全国シェアの90パーセントを占めていた。
2016年（平成28年）の7月4日から8月28日にかけて実施されたガバメントクラウドファンディングで、18名の支援者から合計130万円の寄付があり、この寄付金は、紀州へら竿の後継者育成、隠れ谷池の整備、普及・販売促進に活用された。
2021年（令和3年）2月22日、南海高野線紀伊清水駅の構内にて、後継者育成学校とPRを兼ねた紀州へら竿工房「匠工房」が開校・開所した。2022年（令和4年）3月、橋本市は紀州へら竿をふるさと納税の返礼品に追加登録することを決定した。以来、ふるさと納税の返礼品目には、紀州へら竿（初年度の品揃えは28万～40万円）と、紀州へら竿師の手になる釣り具一式（100万円）、および、同じ技術で作られた小物類がラインナップされることになった。これらは紀州へら竿師の12名（初年度）が手掛けている。

## 特徴
紀州へら竿の大きな特徴は、マダケ（真竹）、ヤダケ（矢竹）、スズタケ（篠竹、高野竹〈こうやちく〉）という3種類の竹を原材料として使い分けていることである。
標準的な紀州へら竿では、先端の穂先と呼ばれる部分に真竹、2番目の穂持と呼ばれる部分には高野竹を、3番目以降と元と呼ばれる部分には矢竹を使用して製造している。また、穂先以外の部分を全て高野竹を用い仕上げる場合もあり、総高野（※読みは未確認）などと呼ばれている。竿師はこの3種類の竹の持ち味を十分に吟味し、最上の作品となるよう仕上げている。製造工程は大まかに分けて約130以上ありその工程全てを1人の竿師が行う。

## 製造工程
1. 原竹の刈り取り・仕入れ。
2. 原竹の乾燥。この工程に約3年を費やす場合もある。
3. 生地組み。この工程でその竿の持ち味が決まる。
4. 火入れ。カンテキと呼ばれる専用の七輪を使い原竹を炭火で炙りため木と呼ばれる専用の道具を使い曲がり癖を取り材料本来の反発力を高める。
5. 中抜き。4本継の竿が2本の中に仕舞えるよう竹の節を抜く作業。
6. 込み削り。竿のつなぎ部分をテーパー状に削る作業。
7. 綿糸巻き。玉口と呼ばれる差し込み部分に補強の綿糸を巻く工程。
8. 漆塗り。玉口や芽の部分に漆を塗る工程。段巻きや笛巻、口巻きなどのデザインによって様々な塗り方がある。
9. 差し込み。玉口の部分に込み削りでテーパー状にした竿尻を差し込む穴をあける工程。
10. 握り。一番後端一般的にグリップと呼ばれる部分を作る工程。綿糸巻きや乾漆、藤巻、螺鈿など様々な意匠があり竿師毎に拘りが見える部分です。
11. 穂先削り。真竹を細く割ったものを4～2本を貼り合わせたものを専用の刃や鑢を使い丸く仕上げる工程。貼り合わせたものを合わせ穂と呼び1本から削り出したものを1本どりと呼ぶ。
12. 銘の記入。
13. 胴漆ぬり（胴拭き）。保護となる漆を手で塗り室（ぬりむろ）と呼ばれる専用の箱で乾燥させる工程を繰り返す。
14. 仕上げ。最終調整の火入れなどを行い、竿袋に銘を入れ納める。

## 主な竿師
※情報が極めて限定的であるため、現状ではインターネットなどで比較的多くの情報を確認できる人物などの中から一部を抜粋しているにすぎない。
※また、近年の人物に関しては、現役・引退者・故人を特定するには情報が少なすぎるため、判明している人物に限って説明文の冒頭にその内容（現役など）を記すに留める。
歴史的竿師
- 竿正（さおしょう） - 創始者であるところの、初代竿正[8]。本名は 溝口 象二[15]。安政4年（1857年）生まれ[15]、1922年（大正11年）没[15]。1877年（明治10年）に大阪市内で創業した[7]。
- 2代目竿正 - 初代の後継者。[8]
- 竿五郎（さおごろう） - 3代目。[8]
- 師光（しこう） - 4代目。数多くの弟子を育てた。[8]
- 源竿師（げんかんし） - 4代目と同世代。昭和初期に故郷である橋本へ生産拠点を移し、ここに、橋本における竿師の歴史が始まる。また、数多くの弟子を育てている。[8]

近年の竿師
- 魚集（ぎょしゅう） - 故人。名匠として知られる。存命であった2007年の映像が組合のYouTube動画[18]の1分過ぎと所に残っている。
- 魚集英雄（ぎょしゅう ひでお） - 故人。魚集の実子であり[19]、本名は 城 英雄[19]。1954年（昭和29年）8月22日生まれ[19]。銘は「魚集英雄作」。1968年（昭和43年）から魚集に師事した[19]。2017年（平成29年）5月に病死した[20]（62歳没）。
- 光司（こうじ） - 現役。本名は 萩原 弘治[21]。1964年（昭和39年）生まれ[21]。1989年（平成元年）に「光司」銘で独立創業[21]。2022年（令和4年）4月、紀州製竿組合 組合長に就任[13]。
- 瑞雲（ずいうん） - 2019年（令和元年）4月、紀州製竿組合 組合長に就任。2022年（令和4年）3月をもって退任。
- 和人（かずひと）[22] - 現役。1968年（昭和43年）頃の生まれ（※受賞年齢より逆算）。本名は 田中 和仁（たなか かずひと）。橋本市隅田町河瀬の竿師[23]。「和彦」銘で独立創業[22]。紀州製竿組合 組合長を務めていた頃、PRに励み、2013年（平成25年）の日本伝統的工芸品指定にも貢献した[23]。その後、銘を「和人」に改名している[22]。2020年（令和2年）12月（52歳時）、亀の蒔絵入りの紀州へら竿で、第45回「全国伝統的工芸品公募展」優秀賞（日本伝統工芸士会会長賞）を獲得[23]。
- 山彦（やまびこ） - 名匠として知られる。1921年（大正10年）1月20日生まれ[24]。1937年（昭和12年）に父と親交のあった源竿師に入門し、一番弟子になった[24]。1941年（昭和16年）に独立創業[24]。
- 山彦志月（やまびこ しづき） - 現役。山彦の長男[24]。1954年（昭和29年）9月13日生まれ[24]。1969年（昭和44年）から山彦に師事[24]。新工法の開発もする竿師で、高野竹とカーボンナノファイバー（英語版）の穂持ちを組み合わせた融合竿では特許を取得している[24]。紀州へら竿意外にも型に嵌まらない幅の広い製作をしていることから、「へら竿アーティスト」という肩書きで活動するようになった[25]。

## 関連組織
- 紀州製竿組合（きしゅう せいかん くみあい）

和歌山県橋本市清水385-2に所在。「隠れ谷池」の運営もする。現在（2022年）の組合長は光司こと萩原弘治。
2010年代には公式ウェブサイトが存在し、橋本市の公式ウェブサイトの古い記事などにはリンクも残っているが、サイトは現存せず、リンク切れになっている（確認時期：2022年7月20日）。ウェブサイトには歴代の竿師の系統図も掲載されていた。同じものは竹竿専門店などで無料配布されていたパンフレットにも掲載されており、それを保存している第三者が個人ブログに掲載している。ただし、極めて不鮮明。また、公式YouTubeチャンネル「紀州へら竿和人」の動画（本項での略号：紀州へら竿和人 YouTube-20220421）でも系統図が示され、重要な竿師と歴史が紹介されている。
最盛期であった1960年（昭和35年）から1980年（昭和55年）あたりにかけての時代には、組合員が約150名、プロの竿師が約140名）を数えた。その後は大きく数を減らす傾向にあり、2010年（平成22年）時点で竿師が47名（年齢は30～80代）、2022年（令和4年）時点では竿師が30数名になっている。

## 関連施設
- 隠れ谷池 / 隠谷池（かくれだにいけ）

和歌山県橋本市清水672に所在する池。紀州製竿組合が1965年（昭和40年）に造成・開設した試験研究池で、へらぶな釣り用の池である。へらぶな釣りの聖地とされている。以前は非公開施設であったが、一般客も利用できる施設として運営するようになった。
- 紀伊清水駅

南海高野線にある駅員無配置駅。地域の中心地であり、構内に紀州へら竿工房「匠工房」がある。隠れ谷池の最寄り駅でもある（徒歩約10分）。
- 匠工房（たくみこうぼう）

2021年（令和3年）2月22日に、南海電気鉄道株式会社、紀州製竿組合、および、橋本市が協賛する形で、紀伊清水駅をリノベーションしたうえで、駅構内にて、後継者育成学校とPRを兼ねた紀州へら竿工房「匠工房」を開校・開所した。以来、駅構内の清掃など一部業務は紀州製竿組合が委託されている。

## 関連イベント
- HERA-1グランプリ（全国ヘラブナ釣り選手権決勝大会）

隠れ谷池にて、毎年6月に開催されている。実行委員会は、紀州製竿組合や商工会議所などが組織している。2011年（平成23年）は東日本大震災のために中止となっているが、2012年（平成24年）に第10回大会を開催している。